# Аустријски културни форум у Београду
Аустријски културни форум у Београду је основан 2001. године као део амбасаде Аустрије у Београду, а специјализован је за културу. Налази се у улици Кнеза Симе Марковића 2.

## Опште информације
Ова организација спроводи и управља са аустријском спољном културом у Србији заједно са Аустријским институтом, аустријским библиотекама и лекторима ОеАД-а. Аустријски културни форум у Београду је део светске мреже од двадесет и девет културних форума Аустрије који се налазе у двадесет и седам земаља и којима управља Федерално министарство за европске и међународне послове. Овај форум представља креативне аспекте Аустрије чија се достигнућа у уметности, култури и науци заснивају да остварују иновације и подржавају размену и умрежавање аустријских и српских културних стваралаца. Организује разне манифестације које промовишу аустријску културу на пољу музике, изложби, филмских пројекција, плеса, позоришта, књижевности и науке, а организује се и више од сто педесет догађаја широм Србије.

## Галерија
- Табла са натписом
- Аустријски културни форум